# さかとも
さかともは、日本のものまねタレント。ワタナベエンターテインメント所属。本名は、菰田 智之（こもだ ともゆき）。

## 人物
体重56 kg。
趣味は野球観戦（主にジャイアンツ）、スケボー、フィギュア収集（ワンピース）。
特技はジャイアンツ坂本選手のものまね、将棋（千葉県茂原市将棋大会2011年度優勝）。

## エピソード
- 2015年、同じく野球選手ものまねが持ちネタであるあれ慎之助（阿部慎之助）・桑田ます似（桑田真澄）と共にサンマリンスタジアム宮崎をアポなしで訪れ’さかともは熊本から宮崎までヒッチハイクで向かい、訪れる前日は宿無しだったためTwitter上で知り合った夫婦のアパートに泊めてもらっていた）、練習後の坂本本人との対面に成功し握手までしてもらうも、やはりアポなしで無許可だったためか球場職員に説教された上、球場から締め出された[8][9][10]。
- 2017年、きくっち（菊池涼介）・山田別人（山田哲人）と共に『偽JAPAN』[11]としてドジャースタジアムへ、交通費節約のため日本からの直行便ではなく北京経由で約35時間かけて赴いた[12]。
- 2020年6月、坂本選手と大城卓三選手が新型コロナウイルスへの感染の発表を受けてエールを送った[1][13]。
- 2020年10月、活動拠点を東京から愛媛県へ移すことを発表[14]。

## 芸風
主にものまね。M-1グランプリにもものまねで出場しており、M-1グランプリ2017ではあれ慎之助とのコンビ「あれとさかとも」として、M-1グランプリ2020では片岡治大のものまねをするガタ岡（ストロベリーロマンス・石田達也）を加えたトリオ「読うりふたつ」として出場した。

### レパートリー
- 坂本勇人（本人公認、祖母から似てると言われて始めた[17]）

など

## 出演
- 細かすぎて伝わらないモノマネ選手権（フジテレビ）
- 水曜日のダウンタウン（TBSテレビ）